# Žirov
Žirov (německy Schirow) je obec v okrese Pelhřimov v Kraji Vysočina. Žije zde 89 obyvatel.

## Historie
První písemná zmínka o obci pochází z roku 1379. Vdova po Kryštofovi z Leskovce prodala zboží rok 1597 Heřmanovi z Říčan. Po konfiskaci majetku Jana Říčanského z Říčan roku 1623 se vrátila obce do majetku pražských arcibiskupů.

## Přírodní poměry
Podél východní hranice obce protéká Kladinský potok.

## Obyvatelstvo
| Rok            | 1869 | 1880 | 1890 | 1900 | 1910 | 1921 | 1930 | 1950 | 1961 | 1970 | 1980 | 1991 | 2001 | 2011 | 2021 |
| -------------- | ---- | ---- | ---- | ---- | ---- | ---- | ---- | ---- | ---- | ---- | ---- | ---- | ---- | ---- | ---- |
| Počet obyvatel | 297  | 271  | 226  | 250  | 218  | 187  | 192  | 148  | 161  | 130  | 92   | 71   | 62   | 72   | 84   |
| Počet domů     | 41   | 42   | 43   | 33   | 34   | 34   | 37   | 35   | 32   | 32   | 28   | 33   | 29   | 38   | 39   |

## Obecní správa
V letech 1869–1890 Žirov byl jako osada obce k Zachotínu v okrese Pelhřimov. Mezi lety 1900–1973 byl obcí. Od 1. ledna 1974 do 31. prosince 1979 patřil jako část obce k Strměchům. Od 1. ledna 1980 do 23. listopadu 1990 patřil jako čast města k Pelhřimovu a od 24. listopadu 1990 je opět samostatnou obcí.

### Obecní symboly
Znak a vlajka byly obci uděleny rozhodnutím předsedkyně Poslanecké sněmovny Parlamentu České republiky dne 12. dubna 2024.

## Zajímavosti
Na návsi stojí kaple svatého Václava.
Nedaleko obce se nachází kříž, který připomíná tragický pád svatebčanů do rybníka Horní Kladiny.[zdroj?]